# 渋川村 (愛知県)
渋川村（そぶかわむら）は、愛知県西加茂郡にあった村。現在の豊田市の一部にあたる。

## 地理
挙母盆地の東部、矢作川の左岸に位置していた。

## 歴史
- 1889年（明治22年）10月1日、町村制の施行により、西加茂郡渋川村が単独で村制施行し、渋川村が発足[1][2]。大字は編成せず[2]。上野山村、市木村と組合村を結成[2]。組合村役場を上野山村に設置[3]。
- 1898年（明治31年）養蚕組合真栄社設立[2]
- 1906年（明治39年）7月1日、西加茂郡益富村、野見村、寺部村、上野山村、市木村、平井村、四谷村（一部）と合併し、高橋村を新設して廃止された[1][2]。合併後、高橋村渋川となる[2]。

### 地名の由来
鉄分を含む谷間の湧水「ソブ水」から生じたもの。

## 産業
- 農業、養蚕[2]